# Martha Bayona
Martha Bayona Pineda (Bucaramanga, Santander, 12 de agosto de 1995) es una ciclista de pista colombiana.

## Inicios
En 2010 participó en Bogotá en el Campeonato Nacional de Ciclismo en Pista en categoría prejuvenil en el cual obtiene su primera medalla, con un bronce en la prueba de Velocidad individual.
En 2011, aún como ciclista prejuvenil, vuelve a competir en Cali en el Campeonato Nacional de Ciclismo en Pista, obteniendo 3 medallas de oro en las pruebas de Velocidad individual, 500 metros contrarreloj y Keirin, y así mismo en dicho certamen impone 2 récords nacionales en su categoría, en las especialidades de  500 metros y 200 metros lanzados. Igualmente, participó en su primer torneo internacional, el Campeonato Panamericano de Ciclismo en Pista Juvenil, en donde fue oro en los 500 metros contrarreloj y medalla de plata en Velocidad por equipos junto con la ciclista Laura Valencia.
En búsqueda de mejores condiciones de entrenamiento que le permitirán mejorar su técnica se traslada a Medellín, ciudad en donde fue acogida por los campeones de ciclismo en pista Juliana Gaviria y Fabián Puerta.
En 2013, ya en categoría de mayores, obtiene en el Campeonato Panamericano de Ciclismo en Pista una medalla de oro en la prueba de Velocidad por equipos, corriendo junto a la ciclista Juliana Gaviria.
En julio de 2021 ganó la medalla de oro en la Copa de Naciones de pista que disputado en San Petersburgo, Rusia en la modalidad de 500 metros contrarreloj.
En el Campeonato Mundial de Ciclismo en Pista de 2023, celebrado en Glasgow, se proclamó de nuevo subcampeona del mundo en la modalidad de Keirin tras la neerlandesa Ellesse Andrews. 

## Palmarés
| 2013 - Campeonato Panamericano de Ciclismo en Pista - Oro en Velocidad por equipos (junto con Juliana Gaviria) - Campeonato de Colombia de Ciclismo en Pista - Bronce en 500 metros contrarreloj - Bronce en Velocidad individual 2014 - Campeonato de Colombia de Ciclismo en Pista - Bronce en 500 metros contrarreloj 2015 - Campeonato Panamericano de Ciclismo - Oro en Velocidad por equipos (junto con Juliana Gaviria) - Plata en Keirin - Campeonato de Colombia de Ciclismo en Pista - Bronce en Keirin 2016 - Campeonato Panamericano de Ciclismo - Plata en 500 metros contrarreloj - Plata en Velocidad por equipos (junto con Juliana Gaviria) - Bronce en Keirin - Campeonato de Colombia de Ciclismo en Pista - Oro en 500 metros contrarreloj - Oro en Keirin - Oro en Velocidad individual - Oro en Velocidad por equipos (junto con Juliana Gaviria) 2017 - Copa del Mundo de ciclismo en pista de 2016-2017 en Cali - Plata en Keirin - Copa del Mundo de ciclismo en pista de 2016-2017 en Los Ángeles - Plata en Keirin - Campeonato Panamericano de Ciclismo - Plata en 500 metros contrarreloj - Oro en Keirin - Juegos Bolivarianos - Oro en Velocidad por equipos (junto con Mariana Pajón) - Oro en Velocidad individual - Oro en Keirin - Oro en 500 metros contrarreloj - Campeonato Mundial de Ciclismo en Pista - Plata en Keirin - Campeonato de Colombia de Ciclismo en Pista - Oro en 500 metros contrarreloj - Oro en Keirin - Oro en Velocidad individual - Plata en Velocidad por equipos (junto con María Fernanda Paz) | 2018 - Juegos Suramericanos - Oro en Velocidad por equipos (junto con Diana García Orrego) - Oro en Velocidad individual - Oro en Keirin - Juegos Centroamericanos y del Caribe en Pista - Plata en Velocidad individual - Bronce en Keirin - Bronce en 500 metros contrarreloj 2019 - Juegos Panamericanos - Oro en Keirin - Plata en Velocidad individual - Bronce en Velocidad por equipos (junto con Juliana Gaviria) - Juegos Nacionales - Oro en Keirin - Oro en Velocidad individual - Oro en Velocidad por equipos - Oro en 500 metros contrarreloj 2021 - Copa de Naciones de pista UCI - Oro en 500 metros contrarreloj - Juegos Panamericanos - Oro en 500 metros contrarreloj - Plata en Keirin - Oro en Velocidad individual - Oro en Velocidad por equipos 2023 - Juegos Centroamericanos y del Caribe en Pista - Plata en Velocidad por equipos - Oro en Keirin - Plata en Sprint - Campeonato Mundial de Ciclismo en Pista - Plata en Keirin |